# Bolduque
Bolduque ([ˌsɛrtoːɣə(m)ˈbɔs]ⓘ en neerlandés: 's-Hertogenbosch o extraoficialmente Den Bosch [dɛm ˈbɔs]ⓘ) es la capital de la provincia de Brabante Septentrional, al sur de los Países Bajos.
La ciudad de Bolduque, ("Bosque del Duque") fue fundada según la tradición en 1185 por el duque Enrique I de Brabante en la confluencia de los ríos Aa y Dommel, que actualmente confluyen cerca de la ciudadela de la ciudad y es una de las ciudades medievales más antiguas de los Países Bajos.

## Historia
Bolduque fue fundada como ciudad desde Orthen, un antiguo dominio de los duques de Lovaina (en la actual Bélgica). Probablemente, en este lugar ya se había formado antes una localidad comercial, lo que es extraño, ya que normalmente en aquellos tiempos las localidades fueron fundadas alrededor de un convento o como colonia agraria. Ya algunas décadas después de la fundación de esta localidad, el duque Enrique I de Brabante le otorgó los derechos de ciudad, probablemente entre 1185 y 1196. Fue por primera vez nombrada en un documento de 1196. En aquel tiempo no era tan habitual anotar aquellos derechos explícitamente, y muchas otras localidades en los Países Bajos se copiaron siguiendo el ejemplo de Bolduque.
La ciudad llevó inmediatamente el carácter de una fortificación, no solo para defender a sus habitantes, sino también porque Bolduque, como ciudad más septentrional de Brabante, estaba situada en una posición muy estratégica para defensa y base de salida contra los ducados de Güeldres y Holanda. Los restos de la primera fortificación, que rodeaban una superficie no mayor que la del mercado, son aún visibles en algunos lugares: "De waterpoort" (la puerta del agua) por donde el río Dieze entraba en la ciudad, forma el resto mayor. También quedan restos en pie de De Leuvense Poort («la puerta de Lovaina»). La construcción del muro comenzó muy pronto después de fundarse la ciudad y se terminó en 1255. Mientras tanto, la ciudad estaba defendida por una muralla con una empalizada. Aún en 1203 la ciudad fue asaltada por una expedición de tropas de Güeldres y la quemaron entera.
Bolduque se convirtió después de Lovaina, Bruselas y Amberes en la cuarta capital del Ducado de Brabante, y gobernaba De Meierij, la actual parte oriental de la provincia de Brabante Septentrional, en los Países Bajos. La ciudad creció tan rápidamente como consecuencia del comercio y la industria, que ya desde 1318 se comenzó con la construcción de una segunda fortificación alrededor de las nuevamente excavadas corrientes de los ríos Aa y Dommel. Así se creó lo que ahora es el centro de la ciudad. Pero esto no iba tan fácil: para defender el nuevo territorio de la ciudad contra las inundaciones, había que elevar el terreno (a expensas de los ciudadanos). La construcción acabó después de cincuenta años de trabajo y la ciudad había crecido 100 hectáreas. Más tarde fueron añadidos dos pequeños terrenos: la extensión de "De Vughterdijk" (8 hectáreas) al final del siglo XIV y la extensión al lado de "Het Hinthamereinde" (4,5 hectáreas) alrededor del año 1540.
Perteneció a los Países Bajos de los Habsburgo, ocupada por los rebeldes neerlandeses en 1577, el 1 de julio de 1579 la mayoría católica de la ciudad venció a los protestantes y se unió a los Países Bajos españoles, tras varios sitios fallidos, en 1629 las Provincias Unidas la toman.
Fue ocupada por Francia el 12 de octubre de 1794, con buena acogida por parte de la mayoría de la población católica ya que consiguió iguales derechos que los protestantes al establecer la República Bátava. El 26 de enero de 1814 fue tomada por tropas prusianas y rusas, después de un asedio iniciado el 19 de diciembre de 1813. Pasando a formar parte del Reino Unido de los Países Bajos.
Durante la Segunda Guerra Mundial se estableció en las cercanías de esta ciudad un campo de concentración nazi, campo de concentración Herzogenbusch, o Kamp Vught, destinado mayormente al tránsito y clasificación de prisioneros para otros establecimientos similares. Fue liberada de la ocupación alemana en octubre de 1944.

## Demografía
| Gráfica de evolución de Bolduque entre 1374 y 2021 |
|                                                    |

## Deportes
| Equipo              | Deporte    | Competición    | Estadio                     | Creación |
| ------------------- | ---------- | -------------- | --------------------------- | -------- |
| FC Den Bosch        | Fútbol     | Eerste Divisie | De Vliert                   | 1965     |
| Heroes Den Bosch    | Baloncesto | FEB Eredivisie | Maaspoort Sports end Events | 1952     |
| Rugbyclub The Dukes | Rugby      | Ereklasse      | Limietlaan                  | 1974     |

## Galería

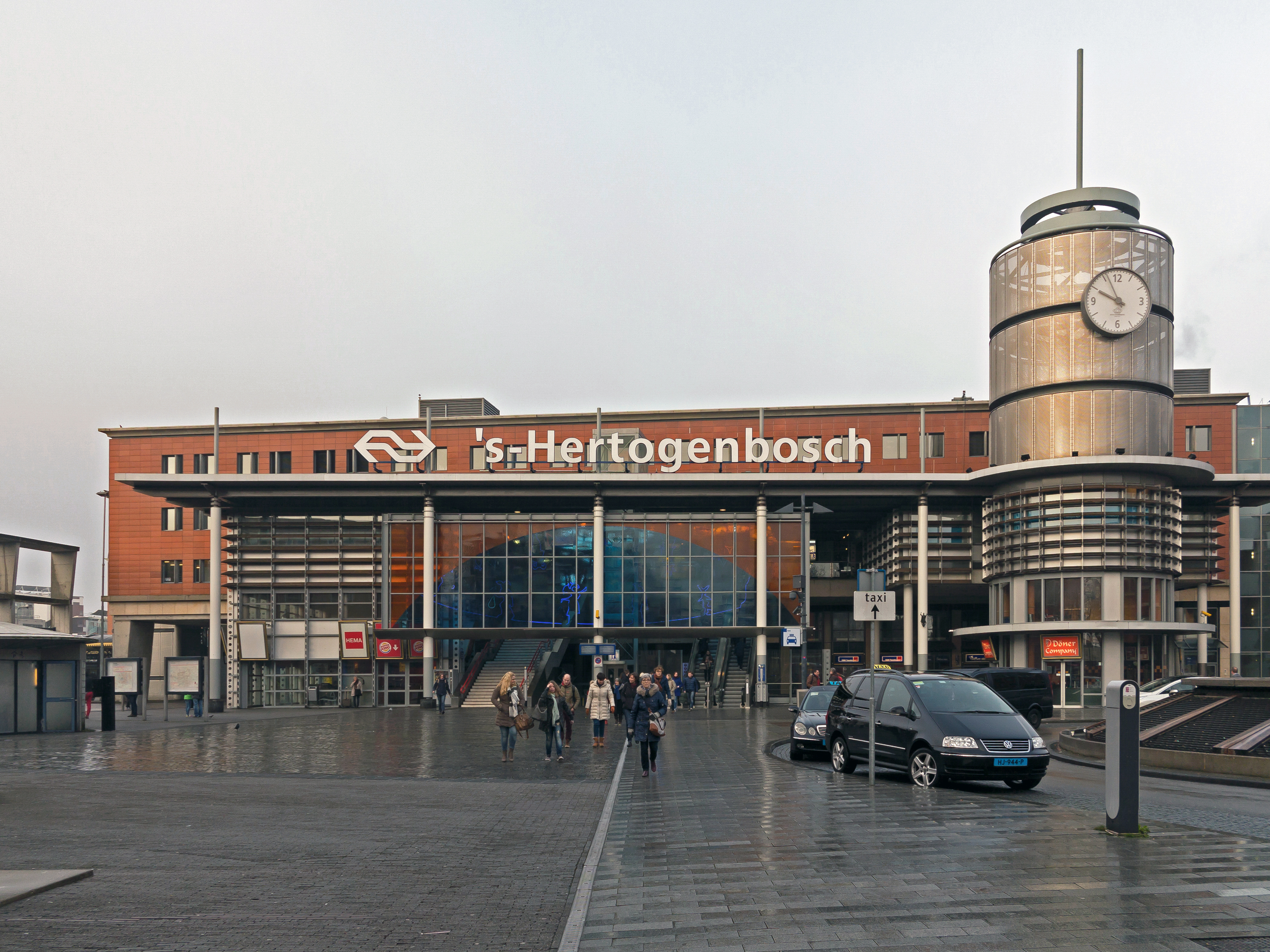
Estación
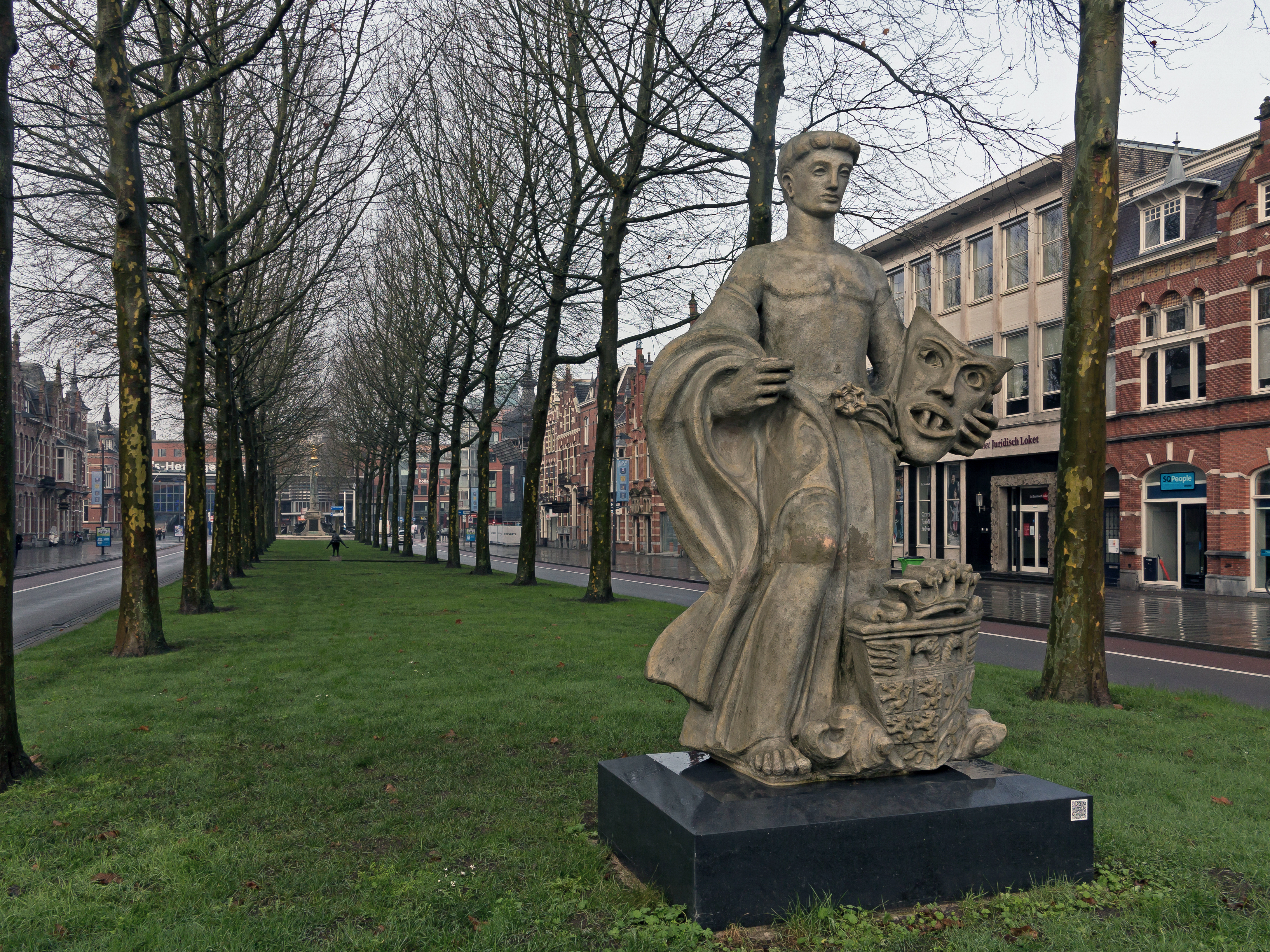
Escultura Carnaval
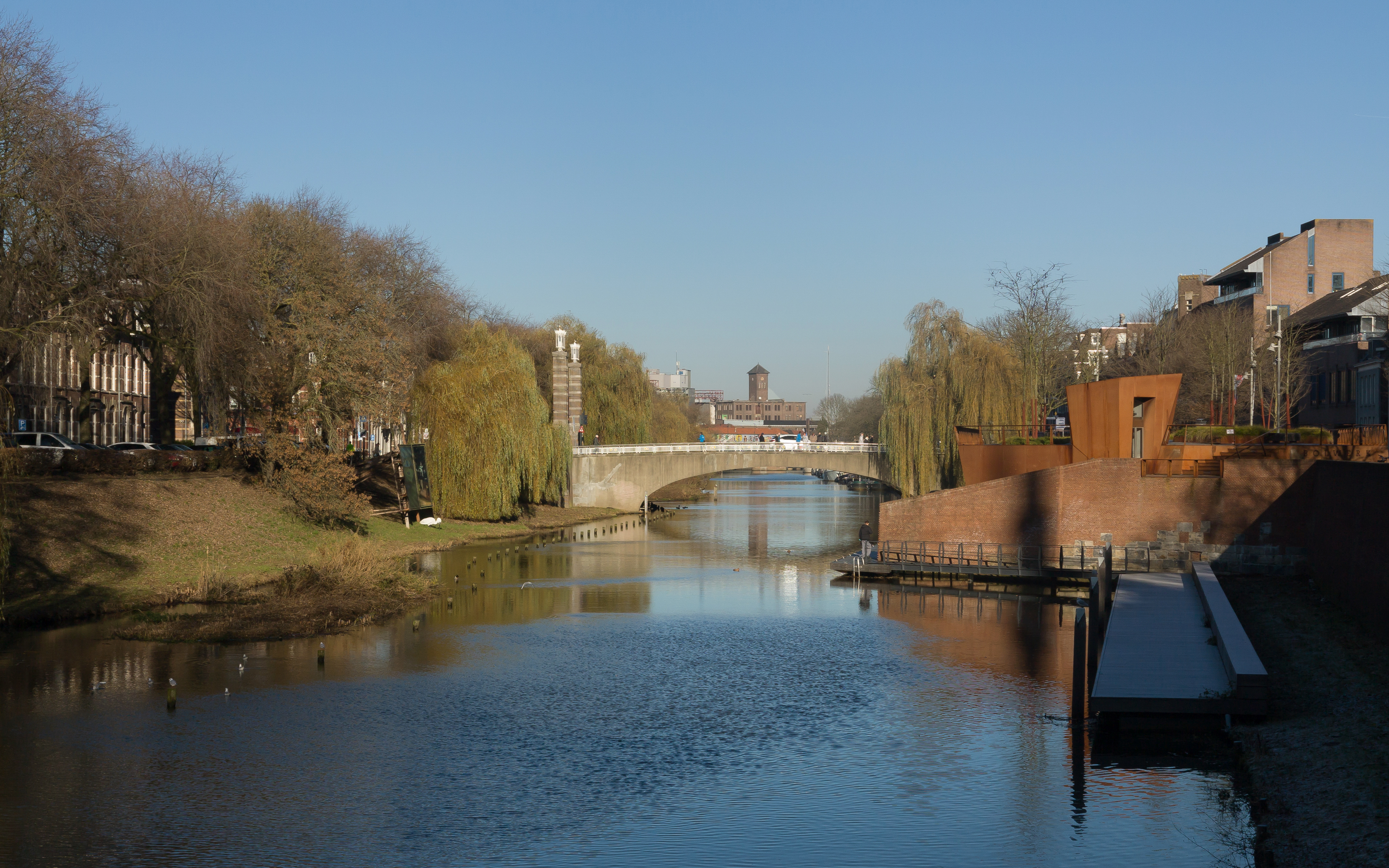
Río (el Dommel) desde Mariënburg
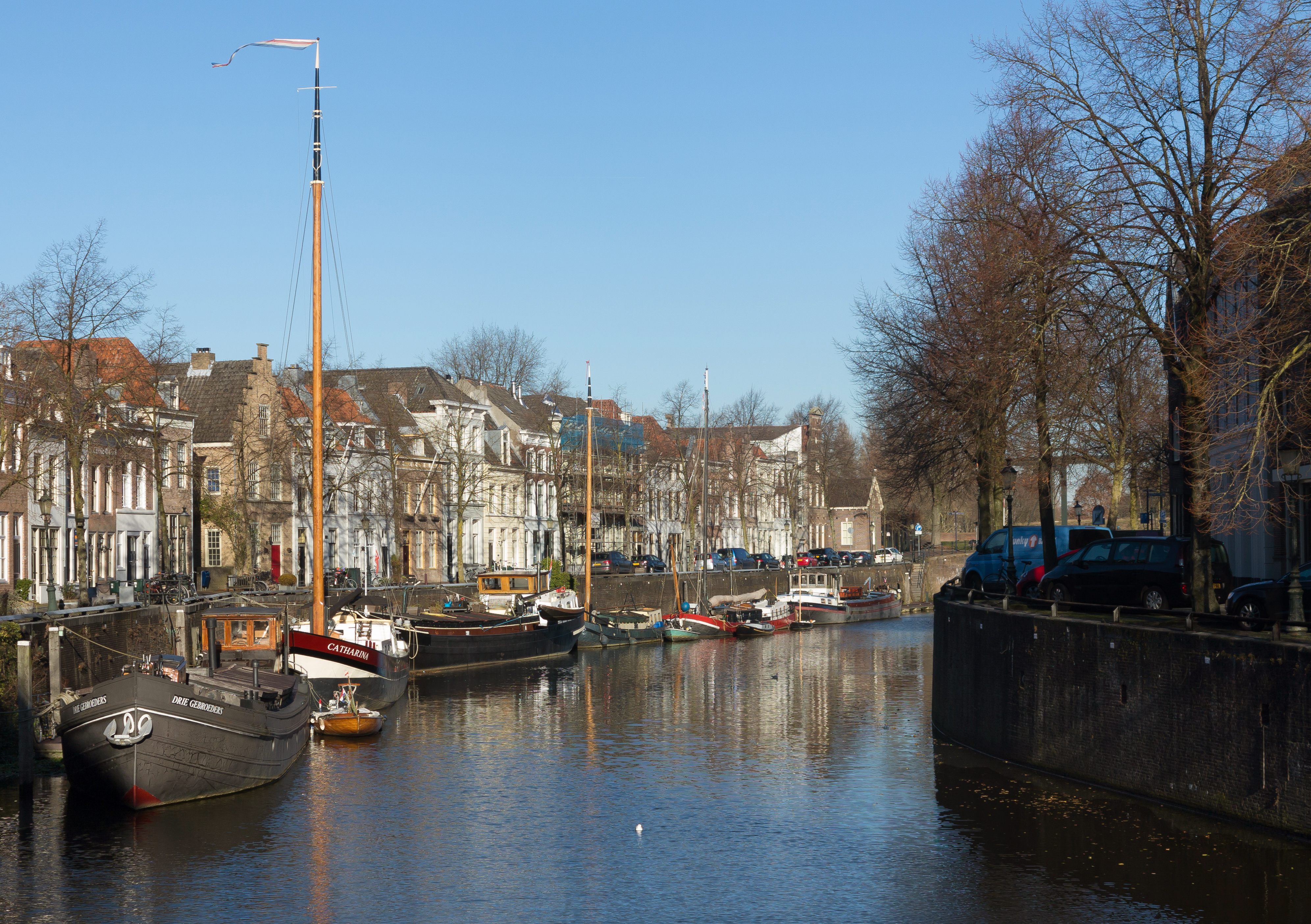
Vista de la calle: el Brede y Smalle Haven
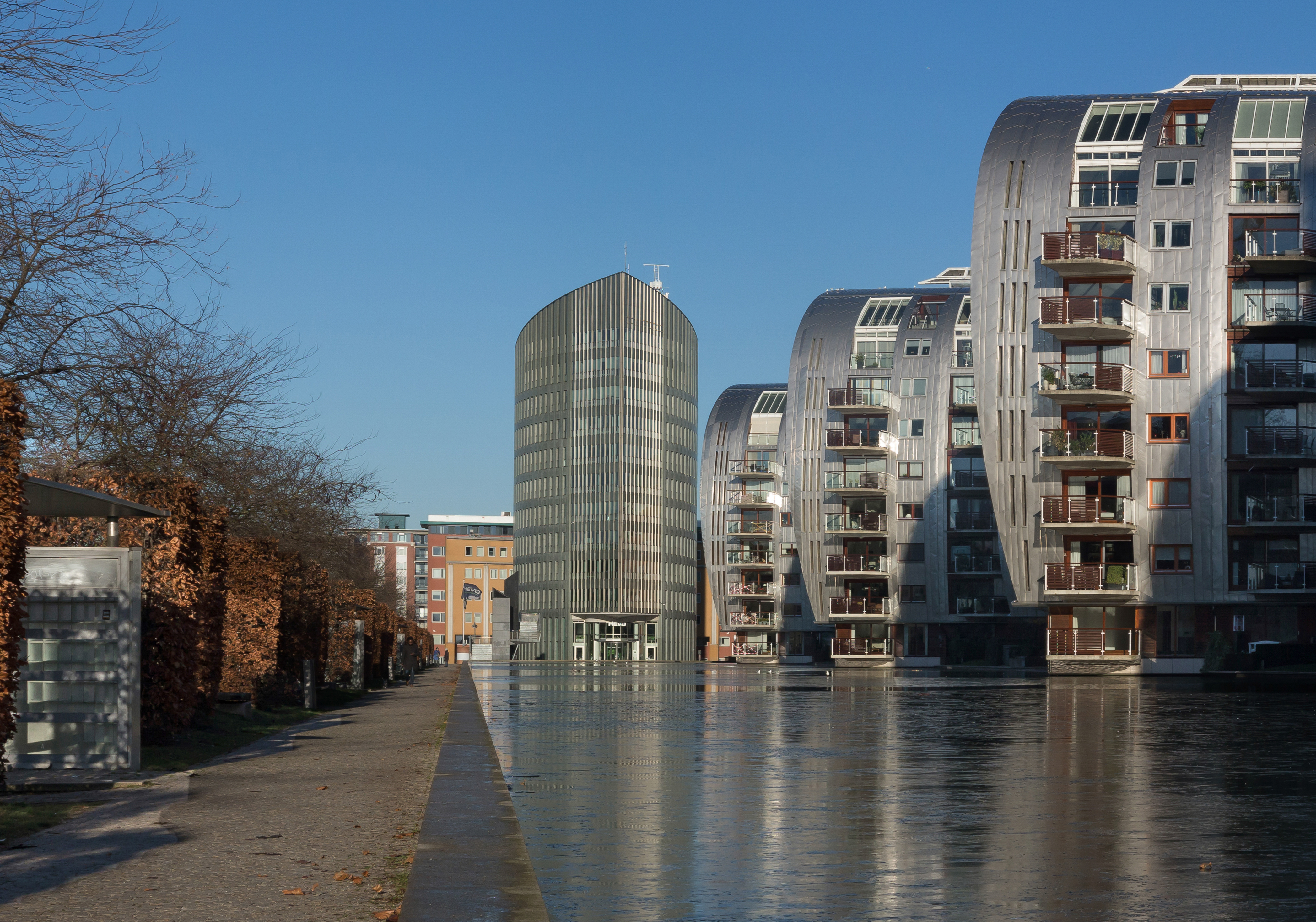
Vista de la calle: el Statenlaan (en Paleiskwartier)

## Edificios religiosos
- Catedral de San Juan Evangelista

## Museos
- Museo de arqueología y paleontología Hertogsgemaal
- Bossche Prentenmuseum
- Casa de los Hermanos Zwanen
- Museo De Bouwloods
- Museo Gemaal Caners
- Museo Slager
- Museo de Brabante del Norte
- Het Oeteldonks Gemintemuzejum
- Museo Estatal de Bolduque
- Centro Artístico Jeronimo Bosch (El Bosco)

## Salas de conciertos
- De Toonzaal

## Hermanamientos
- Lovaina (Bélgica)
- Tréveris (Alemania)